# 上田普
上田 普（うえた ひろし、1974年 - ）は、兵庫県出身の書家。四国大学書道コース卒業。浙江大学留学。

## 経歴
- 1996年 - 四国大学書道コース卒業。中国浙江省、浙江大学へ留学。
- 2000年 - カナダ・トロントに渡り、個展等を開き活動。
- 2001年 - Sotheby’s NYへ出品販売を行う。
- 2002年 - 京都で活動を始める。
- 2005年 - 京都市美術協会より新鋭美術作家に選出。
- 2006年 - オーストラリア・ゴールドコーストで活動を行う。
- 2007年 - SHAKALABBITS『満天の星を探そうとも空は見ない』のミュージック・ビデオに出演。
- 2008年 - チルドカップ飲料「龍之介」のロゴ制作。韓国国際アートフェアに参加。
- 2009年 - 中国ハルビン市での展覧会にて栄誉賞を受賞。
- 2013年 - arton art galleryにて展覧会「上田普 作品展Ⅱ 文字は何をうつすのか」開催[1]。青写真技術やアクリルミラーを用いた作品を展示。
- 2016年 - MTRL KYOTOにて展覧会『書家 上田普 × はがせる塗料「マスキングカラー」』開催[2]。新しい素材や、制作過程ではレーザーカッターも活用した新しい表現を探っている。
- 2019年 - 白沙村荘 橋本関雪記念館にて書作品展「墨韻生動」を開催[3]。
- 2020年
  - The Terminal Kyotoにて展覧会「結 -connection-」開催[4]。日本における2019年コロナウイルス感染症による社会・経済的影響で当初の展示予定が延期になったことに伴い、上田普（書家）、ティナ・ケントナー（陶芸家）、ORIOBI作家 磨美（帯造形）、宮川光（画家）の4名による作品の展示となった。
  - 四国大学の学生書道グループの書道パフォーマンスを演出・指導。バーチャル・リアリティを活用し、空間に文字を書く書道パフォーマンスを徳島市内で実施した[5]。